# Rodrigo Caio
Rodrigo Caio Coquette Russo (Dracena, 17 de agosto de 1993) é um ex-futebolista brasileiro que atuava como zagueiro. Atualmente exerce o cargo de auxiliar técnico no Flamengo.

## Carreira como jogador

### São Paulo

#### Início
Rodrigo Caio nasceu em Dracena, começou sua carreira no futebol em 2006 aos 12 anos, nas categorias de base do São Paulo. Em seu período nas divisões de base, Rodrigo Caio conquistou o Bicampeonato Paulista (2007 e 2008) e a Copa Nike (2007), todos na categoria Sub-15, e uma Copa São Paulo de Juniores em 2010, na equipe formada por Lucas, Casemiro e Bruno Uvini.
| “ | Quando ainda estava na base, fiz quatro gols em um jogo contra a Ponte Preta. Na verdade foram três e o árbitro anulou outro. | ” |
| — Rodrigo Caio, se referindo a um jogo pelas categorias de base do São Paulo, em que atuou como zagueiro | |   |

#### 2011
Rodrigo Caio fez a sua estreia profissionalmente, ainda com 17 anos, na derrota por 5–0 para o arquirrival Corinthians, no Pacaembu, dia 26 de junho, pelo Brasileirão daquele ano, sob o comando do técnico Paulo César Carpegiani. Ainda no mesmo ano ele chegou a atuar em outras partidas entre os profissionais, incluindo a vitória do São Paulo sobre o Atlético Mineiro por 2–1, no dia 7 de setembro, no Morumbi, pelo Campeonato Brasileiro, num jogo que ficou marcado por ser a milésima vez que o goleiro Rogério Ceni atuou com a camisa tricolor.

#### 2012
Seu bom desempenho o garantiu no elenco para a temporada de 2012, em que começou o ano atuando improvisado como lateral-direito em algumas oportunidades devido a uma contusão do então camisa 2, o paraguaio Iván Piris.

#### 2013
Em 20 de março, Rodrigo Caio marcou seu primeiro gol entre os profissionais, diante do São Bernardo, em partida válida pelo Paulistão. O jovem, depois do jogo, acabou elogiado pelo treinador Ney Franco, que ao se referir à sua "sequência muito boa", valorizou sua boa fase.
Em 15 de agosto marcaria seu segundo gol com a camisa Tricolor, desta vez no empate por 1–1 diante do Atlético Paranaense, pelo Brasileirão, gol este de origem conturbada, pois a arbitragem chegou a apontar impedimento do atacante Aloísio antes de validá-lo.
Com as contusões de Édson Silva e Paulo Miranda, Rodrigo Caio, devido à falta de opções defensivas no elenco, passou a ser escalado como zagueiro e nem mesmo a chegada de Antônio Carlos fez com que o jovem de 20 anos perdesse a titularidade na retaguarda são-paulina. Assim sendo, Rodrigo recebeu elogios de Paulo Autuori, seu treinador, que destacou a disposição do seu camisa 7.
Sua moral não foi abalada nem com a troca de treinadores. Mesmo com a chegada de Muricy Ramalho, em substituição a Autuori, Rodrigo Caio continuou sendo elogiado pela maturidade em campo, apesar da pouca idade, somente 20 anos.
Em 9 de outubro, após a vitória são-paulina por 2–0 sobre o Cruzeiro, em jogo válido pelo Brasileirão, o jovem teve sua inteligência destacada por Muricy, que completou dizendo que ela tinha sido fundamental para que Rodrigo venha conseguindo se adaptar às diversas trocas de posições às quais vem se submetendo.

#### 2014
Em 9 de março, Rodrigo Caio marcou o terceiro gol são-paulino no clássico diante do Corinthians, que o Tricolor venceu por 3–2. Atuando com a camisa 7 desde o início de 2013, Rodrigo Caio, agora definitivamente zagueiro, passou a usar a camisa 3 a partir do dia 7 de julho.
Rodrigo Caio se lesionou diante do Criciúma, rompeu o ligamento do joelho, e voltou aos gramados apenas em 2015.

#### 2016
Depois de um mau início de temporada, que culminou com a derrota tricolor diante dos bolivianos do The Strongest por 1–0, em pleno Pacaembu, Rodrigo Caio foi chamado por Rodrigo Gaspar, via Twitter, assessor da presidência são-paulina, de "jogador de condomínio". No entanto, em 21 de fevereiro, quatro dias depois do resultado negativo na Copa Libertadores, Rodrigo Caio foi o autor do gol que garantiu o triunfo tricolor diante do Rio Claro.
Em novembro, ciente do mau momento vivido pelo clube na temporada, na qual o Tricolor lutou mais contra o rebaixamento, no Brasileirão, Rodrigo expos que há, no grupo, falta de comprometimento, oriunda de atletas que não se unem para ajudar a equipe. Em suas próprias palavras: "Exemplo foi ontem (partida empatada por 1–1, contra o Grêmio, válida pela 35ª rodada do certame), ganhando o jogo não tivemos o controle do jogo, muitas vezes defendendo de uma forma não correta, muitas vezes os jogadores na frente da linha da bola, jogadores mal posicionados na frente, time desorganizado… Foi isso que aconteceu. Acabamos tomando gol por bobeira nossa."
Na última partida da temporada 2016, uma goleada por 5–0 sobre o Santa Cruz, Rodrigo Caio completou 200 jogos com a camisa do São Paulo.

#### 2017
O então efetivamente zagueiro aprovou a vinda do goleiro Sidão, enfatizando que a concorrência entre este e os outros arqueiro da equipe, Denis e Renan, faria muito bem aos três", e as sondagens do São Paulo ao volante Cícero, com o qual jogou em 2012. Rodrigo também destacou que, a respeito de uma temporada 2016 em que deixou a desejar, o time tricolor precisaria "voltar a ser guerreiro" em 2017.

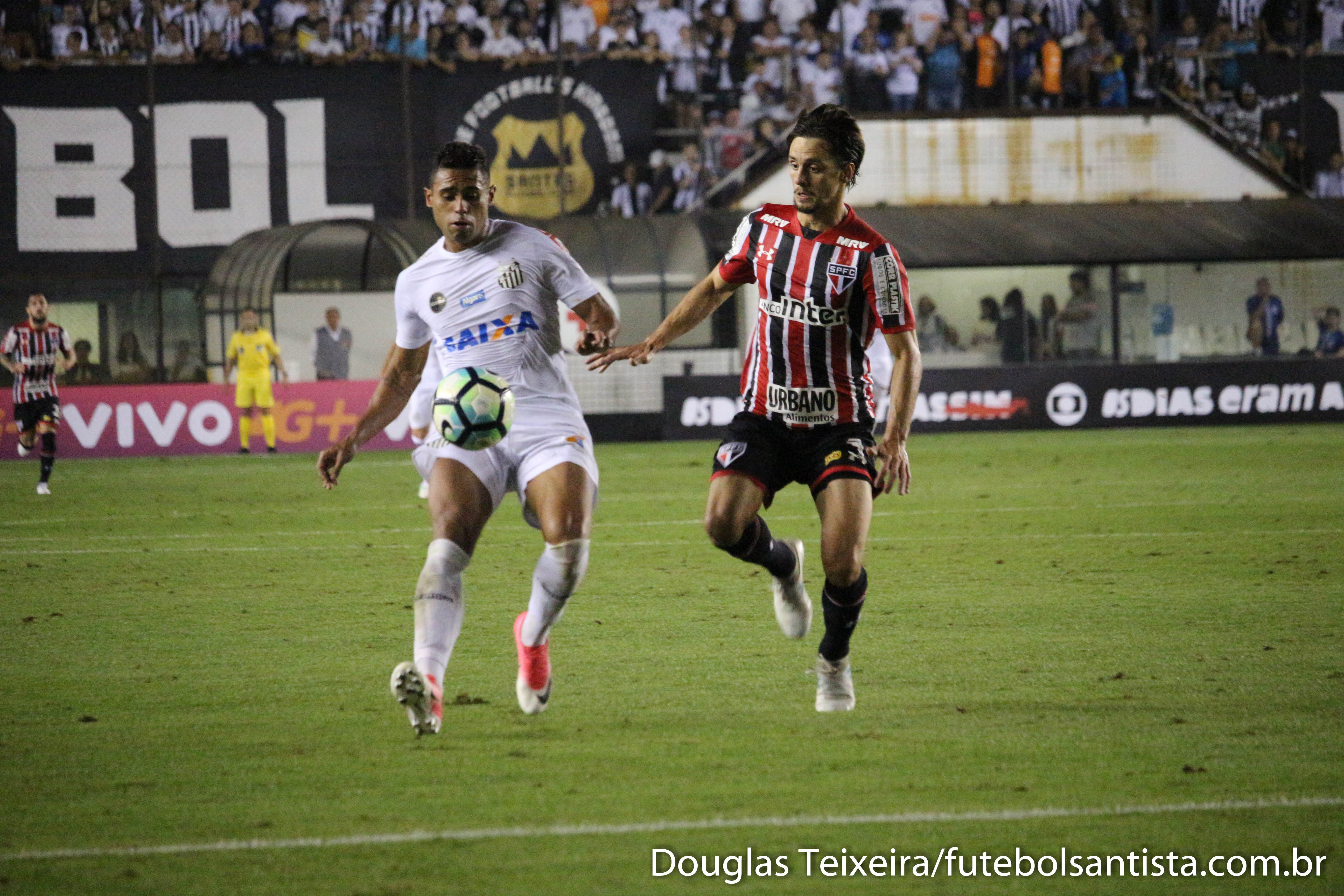
Rodrigo Caio disputando bola com Kayke no clássico San-São

##### Gesto fair play
Durante a partida de ida da semifinal do Campeonato Paulista contra o rival Corinthians, Rodrigo acidentalmente feriu o colega Renan Ribeiro ao tentar impedir a chegada do atacante Jô. O árbitro da partida entendeu que o jogador alvinegro havia cometido a falta e puniu-o com um cartão amarelo, que tiraria o jogador corintiano do jogo de volta na Arena Corinthians. Rodrigo então assumiu a culpa pelo lance ao juiz e o cartão foi cancelado. O gesto de fair play gerou muitos elogios por parte de torcedores e jogadores rivais, além de comentaristas. Mas também repercutiu negativamente, principalmente entre os torcedores, dirigentes, jogadores e o então técnico do São Paulo, Rogério Ceni, que o criticaram publicamente.
| “                                                                       | Eu não sou um bonzinho, eu sou um cara justo e tento ser justo em todas as minhas atitudes. Na forma como eu penso, na forma como eu ajo, isso é uma criação minha. Dentro de campo eu procuro jogar duro, mas leal sempre. | ” |
| — Rodrigo Caio, sobre o gesto de fair play no jogo contra o Corinthians | |   |

Em 12 de novembro, em partida contra o Vasco da Gama, completou 250 jogos com a camisa do São Paulo, se tornando o jogador que mais vestiu a camisa do clube no atual elenco.

#### 2018
Iniciou a temporada de 2018 como titular absoluto com o então treinador Dorival Júnior, onde também foi cotado para defender a Seleção Brasileira na Copa do Mundo FIFA, mas acabou ficando de fora da lista final.
Após partida contra o Botafogo no Brasileirão, Rodrigo se tornou juntamente com Dagoberto o 4º jogador com mais jogos disputados pelo São Paulo no Brasileiro na era dos pontos corridos, ambos com 140 jogos.
Com a demissão de Dorival Junior e a chegada de Diego Aguirre, somado a uma lesão em partida contra o Ceará que o deixou cinco meses afastado dos gramados, acabou perdendo espaço e se tornou a última opção para a zaga, chegando a jogar algumas partidas como lateral direito. Após a demissão de Aguirre, deu uma  entrevista polêmica criticando o treinador uruguaio, além de dizer que se tornou menos são paulino, fato que deixou o clima insustentável para permanecer no clube.
Após ser liberado pelo São Paulo para procurar um novo clube, o jogador chegou a fazer exames médicos para assinar com o Barcelona, mas os catalães preferiram contratar o colombiano Jeison Murillo.

### Flamengo

#### 2019
Foi anunciado pelo Flamengo no dia 29 de dezembro de 2018, assinando contrato por cinco temporadas. Na negociação, o clube pagou cerca de 5 milhões de euros por 45% dos direitos econômicos do jogador. Rodrigo Caio marcou seu primeiro gol com a camisa rubro-negra no dia 29 de janeiro de 2019, numa vitória por 3–1 contra o Boavista, no Maracanã, válida pela 4ª rodada do Campeonato Carioca.
O zagueiro também se destacou fazendo gols contra Corinthians, Athletico Paranaense, Goiás e Grêmio.
Terminou sua primeira temporada no Rubro-Negro com 60 jogos, além dos títulos do Brasileirão e da Libertadores.

#### 2020
Nesse ano, apesar de ter se lesionado com frequência e disputado poucas partidas, o zagueiro sagrou-se campeão brasileiro pelo Flamengo.

#### 2021
Após falhar e cometer o pênalti em Rony que permitiu ao Palmeiras empatar o jogo da Supercopa do Brasil em 2–2, Rodrigo foi o autor do pênalti que deu o título ao rubro-negro, vencido nos pênaltis por 6–5.
No dia 27 de maio, no empate de 0–0 com o Vélez Sarsfield, em jogo válido pela última rodada da Libertadores, Rodrigo chegou aos 100 jogos pelo Flamengo. Porém, como a CONMEBOL não autoriza homenagens antes de partidas de suas competições, o zagueiro só pode ser homenageado em 30 de maio, na estreia rubro-negra no Campeonato Brasileiro, contra o Palmeiras.
Rodrigo Caio teve boa atuação no dia 21 de julho, ao marcar um dos gols do Flamengo na vitória por 4–1 sobre o Defensa y Justicia, no jogo de volta das oitavas de final da Libertadores.
No dia 5 de dezembro, foi revelado que o jogador passaria por uma cirurgia no joelho. Posteriormente, em janeiro de 2022, Rodrigo foi diagnosticado com uma infecção e não teria prazo para voltar aos gramados. O zagueiro terminou o ano com 33 jogos (18 vitórias, oito empates e sete derrotas), um gol e uma assistência.

#### 2022
Rodrigo Caio praticamente não atuou nessa temporada; foram apenas 12 partidas disputadas no ano. O atleta rubro-negro voltou a sentir uma lesão no dia 10 de julho, numa derrota por 1–0 para o Corinthians, válida pelo Campeonato Brasileiro. Na ocasião, ele esteve em campo por apenas 23 minutos e saiu de campo por conta de um estalo no joelho.

#### 2023
Após seis meses afastado, o zagueiro retornou aos gramados no dia 24 de janeiro, num empate em 1–1 com o Bangu, válido pela 4ª rodada do Campeonato Carioca. Rodrigo Caio foi titular e capitão da equipe, sendo substituído aos 15 minutos do segundo tempo para a entrada de Noga, que também saiu lesionado.
O jogador despediu-se do Flamengo no dia 3 de dezembro, sendo homenageado no Maracanã na vitória por 2–1 contra o Cuiabá, em jogo válido pela 37ª rodada do Campeonato Brasileiro. No total pelo clube rubro-negro, Rodrigo Caio levantou 11 taças: duas Libertadores (2019 e 2022), dois Brasileiros (2019 e 2020), duas Supercopas do Brasil (2020 e 2021), uma Copa do Brasil (2022), uma Recopa Sul-Americana (2020) e três Campeonatos Cariocas consecutivos (2019, 2020 e 2021).

### Grêmio
O zagueiro foi anunciado pelo Grêmio no dia 3 de junho de 2024, assinando um contrato válido por seis meses, com cláusulas de produtividade e possibilidade de renovação. Rodrigo Caio realizou sua estreia no dia 4 de julho, contra o Palmeiras, pela 14ª rodada do Campeonato Brasileiro, saindo do banco de reservas e entrando no segundo tempo. O Grêmio, que chegou a abrir 2–0, sofreu o empate e o placar final foi de 2–2.
Em dezembro, ao final do seu contrato, o jogador não renovou com o clube gaúcho e ficou livre no mercado.

## Seleção Nacional

### Sub-20
Rodrigo Caio recebeu sua primeira convocação para a Seleção Brasileira em 2012, quando foi chamado pelo técnico Ney Franco para integrar o grupo Sub-20 que disputou o torneio Quadrangular Internacional na Argentina, entre 28 e 30 de junho, na cidade de Resistência, na província de Chaco. A competição, que contou com Brasil, Argentina, Chile e Uruguai, serviu de preparação para o Sul-Americano de 2013. Após passar pelo Uruguai na primeira partida, o Brasil chegou à decisão contra a Argentina e venceu por 1–0, gol do próprio Rodrigo Caio. Após o torneio, a equipe realizou dois amistosos contra o Paraguai e Rodrigo Caio foi convocado para ambos os jogos.

### Sub-21
Em junho de 2014, Rodrigo Caio, atuando como volante, foi campeão e eleito o Melhor Jogador do Torneio de Toulon, realizado na cidade homônima no sul da França. Segundo o jovem atleta: "Foi uma emoção muito grande vestir a camisa da Seleção, porque é uma sensação única. Estou muito feliz pela oportunidade, principalmente com a conquista, e levarei essa experiência para sempre comigo." Devido ao destaque, Rodrigo acabou sendo mencionado pela imprensa inglesa, mais detalhadamente pelo jornal Daily Mail, que viu o são-paulino "se parecer com Kaká, mas jogar como Dunga."

### Sub-23

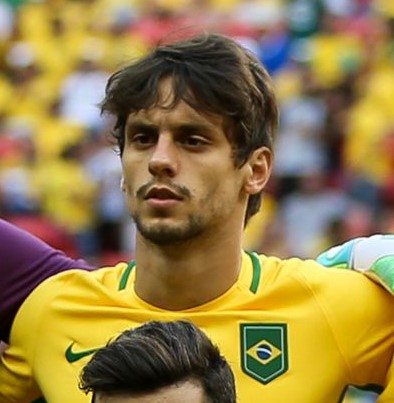
Rodrigo Caio pela Seleção Brasileira nos Jogos Olímpicos de Verão de 2016

Titular desde o início do ciclo para a disputa dos Jogos Olímpicos de Verão de 2016 atuando como volante, Rodrigo Caio, efetivado como zagueiro no São Paulo, mudou-se para a zaga também na Seleção, onde atuou ao lado de Marquinhos, que só sofrera apenas um gol na conquista inédita da medalha de ouro no futebol masculino na história do país.

### Principal
Presente na pré-lista de Dunga, Rodrigo Caio foi convocado no dia 5 de maio de 2016 para a Copa América Centenário. O jogador atuou num amistoso contra o Panamá no dia 29 de maio, saindo do banco de reservas e entrando no lugar do meia Renato Augusto.
Foi convocado para os últimos amistosos antes da Copa do Mundo FIFA de 2018, contra Rússia e Alemanha. Apesar da esperança de ir à Copa do Mundo, Rodrigo Caio não integrou a lista dos 23 convocados, ficando apenas na lista de suplentes, com 12 nomes, os quais podem ser chamados apenas em caso de contusão no grupo principal. O zagueiro chegou a recusar propostas do futebol espanhol, acreditando que seu trabalho no São Paulo lhe daria maior visibilidade, mas a boa fase de Pedro Geromel fez com que o são-paulino acabasse preterido pelo gremista.
Retornou à Seleção Brasileira no dia 20 de setembro de 2019, para os amistosos contra Senegal e Nigéria.
No dia 18 de setembro de 2020, foi convocado para as partidas contra Bolívia e Peru, pelas Eliminatórias da Copa do Mundo FIFA de 2022. Atuou na vitória por 4–2 contra o Peru, no dia 13 de outubro de 2020, ao entrar no lugar do lesionado Marquinhos.
Em 30 de maio, Rodrigo Caio foi chamado para o lugar de Thiago Silva (cortado após sofrer uma lesão no jogo contra o Manchester City, na final da Liga dos Campeões) para os jogos das Eliminatórias para a Copa do Mundo 2022 contra o Equador e Paraguai, nos dias 4 e 8 de junho, respectivamente.

## Carreira como auxiliar técnico
No dia 13 de maio de 2025, Rodrigo Caio foi anunciado como novo auxiliar técnico do Flamengo, assumindo a varga que pertencia a Daniel Alegria. No clube rubro-negro, o ex-zagueiro passou a fazer parte da comissão técnica de Filipe Luís, com quem jogou entre 2019 a 2023.

## Estatísticas
Atualizadas até 12 de agosto de 2024

### Clubes
| Clube             | Temporada         | Campeonato nacional | Campeonato nacional | Campeonato nacional | Copa nacional[a] | Copa nacional[a] | Copa nacional[a] | Competições continentais[b] | Competições continentais[b] | Competições continentais[b] | Outros torneios[c] | Outros torneios[c] | Outros torneios[c] | Total | Total | Total   |
| Clube             | Temporada         | Jogos               | Gols                | Assist.             | Jogos            | Gols             | Assist.          | Jogos                       | Gols                        | Assist.                     | Jogos              | Gols               | Assist.            | Jogos | Gols  | Assist. |
| ----------------- | ----------------- | ------------------- | ------------------- | ------------------- | ---------------- | ---------------- | ---------------- | --------------------------- | --------------------------- | --------------------------- | ------------------ | ------------------ | ------------------ | ----- | ----- | ------- |
| São Paulo         | 2011              | 8                   | 0                   | 0                   | 0                | 0                | 0                | 0                           | 0                           | 0                           | 0                  | 0                  | 0                  | 8     | 0     | 0       |
| São Paulo         | 2012              | 7                   | 0                   | 1                   | 3                | 0                | 0                | 1                           | 0                           | 0                           | 9                  | 0                  | 0                  | 20    | 0     | 1       |
| São Paulo         | 2013              | 36                  | 3                   | 2                   | 0                | 0                | 0                | 10                          | 0                           | 1                           | 18                 | 1                  | 0                  | 64    | 4     | 3       |
| São Paulo         | 2014              | 8                   | 0                   | 0                   | 4                | 0                | 0                | 0                           | 0                           | 0                           | 14                 | 1                  | 0                  | 26    | 1     | 0       |
| São Paulo         | 2015              | 24                  | 1                   | 0                   | 5                | 0                | 0                | 3                           | 0                           | 0                           | 4                  | 0                  | 0                  | 36    | 1     | 0       |
| São Paulo         | 2016              | 20                  | 1                   | 0                   | 1                | 1                | 0                | 12                          | 0                           | 1                           | 13                 | 2                  | 0                  | 46    | 4     | 1       |
| São Paulo         | 2017              | 33                  | 0                   | 0                   | 6                | 0                | 0                | 2                           | 0                           | 0                           | 13                 | 1                  | 0                  | 54    | 1     | 0       |
| São Paulo         | 2018              | 6                   | 0                   | 0                   | 6                | 1                | 0                | 1                           | 0                           | 0                           | 10                 | 1                  | 0                  | 23    | 2     | 0       |
| São Paulo         | Total             | 142                 | 5                   | 3                   | 25               | 2                | 0                | 29                          | 0                           | 2                           | 81                 | 6                  | 0                  | 277   | 13    | 5       |
| Flamengo          | 2019              | 29                  | 2                   | 1                   | 4                | 1                | 0                | 12                          | 1                           | 0                           | 15                 | 1                  | 0                  | 62    | 5     | 1       |
| Flamengo          | 2020              | 20                  | 0                   | 0                   | 0                | 0                | 0                | 4                           | 0                           | 0                           | 10                 | 0                  | 0                  | 32    | 0     | 0       |
| Flamengo          | 2021              | 19                  | 0                   | 1                   | 4                | 0                | 0                | 5                           | 1                           | 0                           | 5                  | 0                  | 0                  | 33    | 1     | 1       |
| Flamengo          | 2022              | 8                   | 0                   | 0                   | 2                | 0                | 0                | 2                           | 0                           | 0                           | 0                  | 0                  | 0                  | 12    | 0     | 0       |
| Flamengo          | 2023              | 5                   | 0                   | 0                   | 0                | 0                | 0                | 2                           | 0                           | 0                           | 6                  | 0                  | 0                  | 13    | 0     | 0       |
| Flamengo          | Total             | 81                  | 2                   | 2                   | 10               | 1                | 0                | 25                          | 2                           | 0                           | 36                 | 1                  | 0                  | 152   | 6     | 2       |
| Grêmio            | 2024              | 1                   | 0                   | 0                   | 0                | 0                | 0                | 0                           | 0                           | 0                           | 0                  | 0                  | 0                  | 1     | 0     | 0       |
| Grêmio            | Total             | 1                   | 0                   | 0                   | 0                | 0                | 0                | 0                           | 0                           | 0                           | 0                  | 0                  | 0                  | 1     | 0     | 0       |
| Total na Carreira | Total na Carreira | 244                 | 7                   | 5                   | 35               | 3                | 0                | 80                          | 2                           | 2                           | 117                | 7                  | 0                  | 430   | 19    | 7       |

- a. ^ Jogos da Copa do Brasil
- b. ^ Jogos da Copa Libertadores da América, Copa Sul-Americana e Recopa Sul-Americana
- c. ^ Jogos do Campeonato Paulista, Amistoso, Copa Audi, Eusébio Cup, Copa Suruga Bank, Florida Cup, Copa do Mundo de Clubes da FIFA e Supercopa do Brasil

### Seleção Brasileira
Abaixo estão listados todos jogos, gols e assistências do futebolista pela Seleção Brasileira, desde as categorias de base. Abaixo da tabela, clique em expandir para ver a lista detalhada dos jogos de acordo com a categoria selecionada.

#### Sub-20
| Ano   |       |      |         |       |
| Ano   | Jogos | Gols | Assist. | Média |
| ----- | ----- | ---- | ------- | ----- |
| 2012  | 4     | 1    | 0       | 0,25  |
| Total | 4     | 1    | 0       | 0,25  |

|    | Data                  | Local                     | Resultado  | Adversário | Gols | Assist. | Competição                                |
| -- | --------------------- | ------------------------- | ---------- | ---------- | ---- | ------- | ----------------------------------------- |
| 1. | 28 de junho de 2012   | Resistência, Argentina    | 0–0 (10–9) | Uruguai    | 0    | 0       | Quadrangular Internacional Sub-20 de 2012 |
| 2. | 30 de junho de 2012   | Resistência, Argentina    | 1–0        | Argentina  | 1    | 0       | Quadrangular Internacional Sub-20 de 2012 |
| 3. | 7 de novembro de 2012 | Carapeguá, Paraguai       | 0–0        | Paraguai   | 0    | 0       | Amistoso                                  |
| 4. | 9 de novembro de 2012 | Ciudad del Este, Paraguai | 0–0        | Paraguai   | 0    | 0       | Amistoso                                  |

#### Sub-21
| Ano   |       |      |         |       |
| Ano   | Jogos | Gols | Assist. | Média |
| ----- | ----- | ---- | ------- | ----- |
| 2014  | 5     | 2    | 0       | 0,4   |
| Total | 5     | 2    | 0       | 0,4   |

|    | Data               | Local                                  | Resultado | Adversário    | Gols | Assist. | Competição                              |
| -- | ------------------ | -------------------------------------- | --------- | ------------- | ---- | ------- | --------------------------------------- |
| 1. | 22 de maio de 2014 | Stade Léo-Lagrange, Toulon, França     | 2–0       | Coreia do Sul | 0    | 0       | Torneio Internacional de Toulon de 2014 |
| 2. | 24 de maio de 2014 | Stade Perruc, Hyères, França           | 2–1       | Colômbia      | 1    | 0       | Torneio Internacional de Toulon de 2014 |
| 3. | 26 de maio de 2014 | Stade Louis Hon, Saint-Raphaël, França | 2–1       | Inglaterra    | 0    | 0       | Torneio Internacional de Toulon de 2014 |
| 4. | 30 de maio de 2014 | Stade Léo-Lagrange, Toulon, França     | 7–0       | Catar         | 1    | 0       | Torneio Internacional de Toulon de 2014 |
| 5. | 1 de junho de 2014 | Parc des Sports, Avinhão, França       | 5–2       | França        | 0    | 0       | Torneio Internacional de Toulon de 2014 |

#### Sub-23 (Olímpica)
| Ano   |       |      |         |       |
| Ano   | Jogos | Gols | Assist. | Média |
| ----- | ----- | ---- | ------- | ----- |
| 2015  | 6     | 0    | 2       | 0     |
| 2016  | 9     | 1    | 0       | 0,11  |
| Total | 15    | 1    | 2       | 0,06  |

|     | Data                   | Local                                | Resultado | Adversário           | Gols | Assist. | Competição              |
| --- | ---------------------- | ------------------------------------ | --------- | -------------------- | ---- | ------- | ----------------------- |
| 1.  | 27 de março de 2015    | Kléber Andrade, Cariacica, Brasil    | 4–1       | Paraguai             | 0    | 0       | Amistoso                |
| 2.  | 8 de setembro de 2015  | MMArena, Le Mans, França             | 1–2       | França               | 0    | 0       | Amistoso                |
| 3.  | 9 de outubro de 2015   | Arena da Amazônia, Manaus, Brasil    | 6–0       | República Dominicana | 0    | 1       | Amistoso                |
| 4.  | 12 de outubro de 2015  | Arena da Amazônia, Manaus, Brasil    | 5–1       | Haiti                | 0    | 0       | Amistoso                |
| 5.  | 11 de novembro de 2015 | Ilha do Retiro, Recife, Brasil       | 2–1       | Estados Unidos       | 0    | 0       | Amistoso                |
| 6.  | 15 de novembro de 2015 | Mangueirão, Belém, Brasil            | 5–1       | Estados Unidos       | 0    | 1       | Amistoso                |
| 7.  | 24 de março de 2016    | Kléber Andrade, Cariacica, Brasil    | 0–1       | Nigéria              | 0    | 0       | Amistoso                |
| 8.  | 27 de março de 2016    | Rei Pelé, Maceió, Brasil             | 3–1       | África do Sul        | 1    | 0       | Amistoso                |
| 9.  | 30 de julho de 2016    | Serra Dourada, Goiânia, Brasil       | 2–0       | Japão                | 0    | 0       | Amistoso                |
| 10. | 4 de agosto de 2016    | Estádio Olímpico, Brasília, Brasil   | 0–0       | África do Sul        | 0    | 0       | Jogos Olímpicos de 2016 |
| 11. | 7 de agosto de 2016    | Estádio Olímpico, Brasília, Brasil   | 0–0       | Iraque               | 0    | 0       | Jogos Olímpicos de 2016 |
| 12. | 10 de agosto de 2016   | Arena Fonte Nova, Salvador, Brasil   | 4–0       | Dinamarca            | 0    | 0       | Jogos Olímpicos de 2016 |
| 13. | 13 de agosto de 2016   | Arena Corinthians, São Paulo, Brasil | 2–0       | Colômbia             | 0    | 0       | Jogos Olímpicos de 2016 |
| 14. | 17 de agosto de 2016   | Maracanã, Rio de Janeiro, Brasil     | 6–0       | Honduras             | 0    | 0       | Jogos Olímpicos de 2016 |
| 15. | 20 de agosto de 2016   | Maracanã, Rio de Janeiro, Brasil     | 1–1 (5–4) | Alemanha             | 0    | 0       | Jogos Olímpicos de 2016 |

#### Principal
| Ano   |       |      |         |       |
| Ano   | Jogos | Gols | Assist. | Média |
| ----- | ----- | ---- | ------- | ----- |
| 2016  | 1     | 0    | 0       | 0     |
| 2017  | 3     | 0    | 1       | 0     |
| 2020  | 1     | 0    | 0       | 0     |
| Total | 5     | 0    | 1       | 0     |

|    | Data                  | Local                                                          | Resultado | Adversário | Gols | Assist. | Competição                  |
| -- | --------------------- | -------------------------------------------------------------- | --------- | ---------- | ---- | ------- | --------------------------- |
| 1. | 29 de maio de 2016    | Dick's Sporting Goods Park, Commerce City, Estados Unidos      | 2–0       | Panamá     | 0    | 0       | Amistoso                    |
| 2. | 25 de janeiro de 2017 | Estádio Nilton Santos, Rio de Janeiro, Brasil                  | 1–0       | Colômbia   | 0    | 0       | Amistoso                    |
| 3. | 13 de junho de 2017   | Melbourne Cricket Ground, Melbourne, Austrália                 | 4–0       | Austrália  | 0    | 1       | Amistoso                    |
| 4. | 5 de setembro de 2017 | Estádio Metropolitano Roberto Meléndez, Barranquilla, Colômbia | 1–1       | Colômbia   | 0    | 0       | Elim. Copa do Mundo de 2018 |
| 5. | 13 de outubro de 2020 | Estádio Nacional do Peru, Lima, Peru                           | 4–2       | Peru       | 0    | 0       | Elim. Copa do Mundo de 2022 |

## Títulos
São Paulo
- Copa Sul-Americana: 2012

Flamengo
- Campeonato Carioca: 2019, 2020 e 2021
- Campeonato Brasileiro: 2019 e 2020
- Copa Libertadores da América: 2019 e 2022
- Supercopa do Brasil: 2020 e 2021
- Recopa Sul-Americana: 2020
- Copa do Brasil: 2022

Seleção Brasileira
- Torneio Quadrangular Internacional Sub-20: 2012
- Torneio Internacional de Toulon: 2014
- Jogos Olímpicos: medalha de ouro em 2016

### Prêmios individuais
- Melhor Jogador do Torneio Internacional de Toulon: 2014[71]
- Seleção do Campeonato Carioca: 2019[72] e 2020[73]
- Seleção do Campeonato Brasileiro: 2019[74]
- Seleção da Copa Libertadores da América: 2019[75][76]
- Seleção da América do Sul: 2019[77]